# 웨인즈 월드 2
《웨인즈 월드 2》(영어: Wayne's World 2)는 미국에서 제작된 스티븐 서직 감독의 1993년 코미디 영화이다. 《웨인즈 월드》(1992)의 속편이다. 마이크 마이어스가 공동 각본을 쓰고 주연을 맡았으며, 론 마이클스 등이 제작에 참여하였다.

## 출연진
- 마이크 마이어스
- 데이나 카비
- 티아 커레어
- 크리스토퍼 워컨
- 케빈 폴랙
- 랠프 브라운
- 제임스 홍
  - 제임스 다우니
- 킴 베이싱어
- 크리스 팔리
- 에드 오닐
- 리 터거슨
- 댄 벨
- 스콧 코피
- 드루 배리모어
- 올리비아 다보
- 찰턴 헤스턴
- 제이 레노
- 헤더 로클리어
- 테드 맥긴리
- 팀 메도스
- 로버트 스마이글, 밥 오든커크
- 해리 시어러
- 립 테일러
- 에어로스미스(스티븐 타일러, 조 페리, 브래드 휫퍼드, 톰 해밀턴, 조이 크레이머)
- 리치 펄처

## 기타 제작진
- 공동 제작: 다이나 마이넛, 바너비 톰프슨
- 배역: 로라 케네디
- 미술: 그레그 폰세이카
- 의상: 멀리나 루트